# Constantino Vaporaki
Constantino Guillermo Vaporaki Tello (Ushuaia, 6 gennaio 1990) è un giocatore di calcio a 5 argentino.
Con la nazionale argentina è stato campione del mondo nel 2016 e campione sudamericano nel 2015 e nel 2022.

## Biografia
Constantino è l'ultimo di tre fratelli: anche il secondogenito, Alamiro, è stato un giocatore di calcio a 5. Insieme, hanno giocato con Boca Juniors, Jumilla e nella selezione argentina con la quale hanno vinto il campionato del mondo 2016.

## Carriera
Vaporaki ha debuttato nella prima squadra del Boca Juniors nel corso della División de Honor 2008. Con i xeneizes ha disputato nove stagioni, distribuite in tre distinte parentesi.

## Palmarès

### Nazionale
- Campionato mondiale: 1
Colombia 2016
- Coppa America: 2
Ecuador 2015
Paraguay 2022